# Guerra de los Chuanes
La Guerra de los chuanes (o Chuanería) fue un levantamiento antigubernamental que afectó a las zonas rurales de algunas regiones del oeste de Francia, como Bretaña y el condado de Maine, durante la Primera República, a lo largo de tres fases, entre la primavera de 1794 y 1800.

## Orígenes
En marzo de 1793, el Oeste de Francia se vio afectado por múltiples revueltas campesinas, debidas al malestar originado por las exigencias de la administración, y fueron apoyadas por una parte de la Iglesia, nobles, campesinos y burgueses, que con el apoyo de los sacerdotes proclives a Roma, se oponían a la leva obligatoria de tropas que decretó la Convención Nacional el 24 de febrero de 1793, así como a nuevos impuestos. Reprimidos por el ejército, estos movimientos fueron un precedente de la revuelta de los chuanes.
A partir de 1791, el rechazo a la constitución civil del clero llevó a los campesinos de los alrededores de Vannes a levantarse en armas en defensa del obispo contra los gubernamentales de Lorient, que pretendían obligarle a prestar juramento. Más tarde, cerca de Quimper, un juez de paz incitó en nombre del rey a varias parroquias contra las administraciones locales progubernamentales.
Durante el verano de 1792, se produjeron incidentes en los distritos de Carhaix (Finistère), Lannion, Pontrieux (Côtes-d'Armor), Craon, Château-Gontier y Laval (Mayenne), donde los campesinos se oponían a las levas. En Saint-Ouen-des-Toits, en el distrito de Laval, Jean Cottereau, llamado Jean Chuan, se puso a la cabeza de los insumisos. Al verse perseguido, trató de huir a Inglaterra en marzo de 1793 pero no lo consiguió. Fue reconocido por la administración, junto a su hermano, como cabeza del movimiento.
En marzo de 1793, algunos insumisos jóvenes que rechazaban el servicio militar obligatorio se unieron a ellos. A partir del 9 de marzo, se produjeron manifestaciones populares en Mayenne, Léon, Morbihan, Ille-et-Vilaine, Loire-Inférieure, la Vendée y Maine-et-Loire. Entre el 11 y el 20 de marzo, dos tercios de las tierras del Oeste se vieron afectadas. En ese momento no se trataba ya de simples manifestaciones sin consecuencias. Grupos de campesinos se enfrentaban a los progubernamentales de sus localidades, desarmándolos,  acudiendo luego la capital del distrito para liberar prisioneros e inutilizar las listas del Gobierno destinadas a los sorteos del servicio militar obligatorio, produciéndose a veces enfrentamientos entre una y otra parte con resultados mortales.
Contrariamente a lo que sucedía en la Vendée, en donde los iniciales éxitos de los campesinos permitieron que se constituyera una zona liberada y un ejército, el Ejército del Norte del Loira reprimió estas actuaciones de la población civil. A partir del 25 de marzo, acudieron refuerzos desde Normandía e Île-de-France.

## Historia
En octubre de 1793, el Ejército católico y real procedente de la Vendée cruza el Loira (hecho conocido como el giro de la Galerna) y reaviva la revuelta de los chuanes. Grupos formados por centenares de campesinos se suman a este ejército y se dirigen al norte. Por su parte, Jean Chouan se les unió en Laval el 20 de octubre de 1793. Participó en el giro de la Galerna hasta la batalla de Le Mans, el 13 de diciembre de 1793. Sus hombres forman un destacamento separado y solo reconocen la autoridad de Jean Chouan. En Le Mans las tropas campesinas de Chouan son masacradas por el ejército gubernamental.
En noviembre y diciembre, los administradores de Fougères y Vitré utilizan un nuevo término para referirse a los grupos de insumisos en sus informes: el término «chuan» va sustituyendo a «bandido».
Tras el frustrado asedio de Granville, estos campesinos dejan el ejército realista y se refugian en los bosques; Jean Chouan se retira al bosque de Misedon.
Tras las matanzas de Le Mans y Savenay, los vandeanos se unen a ellos. Nobles que ya habían participado en marzo de 1793 o que han regresado, se ponen al frente de algunos de esos grupos, como por ejemplo conde de Puisaye, antiguo jefe del Ejército Federalista de Normandía, refugiado en el bosque de Pertre tras la batalla de Brécourt, cerca de Pacy-sur-Eure, en julio, y que trata de obtener la jefatura de los insumisos.
Se desarrolla una nueva forma de revuelta, que justifica el cambio de vocabulario. Tras el fracaso del giro de la Galerna, los grupos de insumisos, menos numerosos que en marzo de 1793, pero mejor armados, no cruzan nunca los límites del cantón; se enfrentan a tropas gubernamentales aislados, a pequeños destacamentos del ejército y a vehículos públicos, sobre todo de noche, de forma que muchas tropas gubernamentales deben dejar el campo y refugiarse en las ciudades. Al norte del Loira, la Chuanería adopta la forma de una guerrilla muy dispersa, que en ocasiones puede degenerar en bandolerismo.
Hay que distinguir tres fases.

### Primera fase
Desde la primavera de 1794 hasta la de 1795, algunos grupos, mandados por gente del pueblo, con frecuencia de origen modesto, pelean de modo local, luchando contra los adictos al gobierno que ante esto tienen miedo de sus vidas. En cambio, las ciudades quedan fuera de su alcance, y no tienen fuerza alguna contra los batallones del ejército formados por soldados forzados. A partir de noviembre de 1794, la Convención desarrolla una política conciliadora, favoreciendo las negociaciones. Mientras Puisaye está en Londres, negociando un desembarco, su lugarteniente Desoteux, llamado Cormatin, se otorga plenos poderes y negocia en abril de 1795 el tratado de paz de la Mabilais, en lo que es seguido por unos pocos jefes locales. Solo 21 de los 121 jefes chuanes presentes firman dicho tratado.

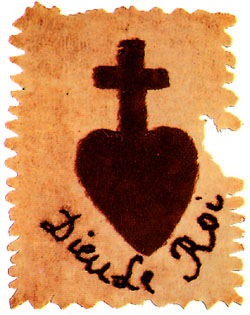
Emblema chuan.

### Segunda fase
El desembarco de los emigrados en Quiberon, el 17 de junio de 1795, rompe toda esperanza de paz. La guerrilla se reanuda tras el fracaso de la expedición anglo-realista, nuevamente en un marco local. Esta dispersión permite a los generales republicanos Canclaux y Hoche reducir las diferentes zonas de resistencia. Scépeaux depone las armas en abril de 1796, seguido por Puisaye, Cadoudal y Guillemot. Esta derrota permite a los realistas moderados hacer prevalecer su estrategia: conquistar el poder mediante las elecciones.

### Tercera fase
El golpe de Estado del 18 de fructidor del año V (4 de septiembre de 1797) anula los resultados de las elecciones en 49 departamentos (especialmente en el Oeste), y se vuelve a perseguir a los clérigos desafectos al Gobierno. Se reanuda la chuanería, que ya se extiende también a Normandía, hasta Eure-et-Loir, antes de estabilizarse. Bandas de falsos chuanes recorrerán entonces el Oeste del país.
Tras el golpe de Estado del 18 de brumario, Bonaparte inicia una política pacificadora en la que aúna por una parte la libertad religiosa y la suspensión de las levas de soldados forzados a cambio de la inmediata sumisión de los rebeldes, y por otra, la ejecución de los jefes más desconfiados de las intenciones últimas del Gobierno. El 12 de diciembre de 1799 se firma el tratado de Pouancé. A éste seguirá el 28 de diciembre una proclamación de los cónsules de la República a los habitantes del Oeste y que marca el final de la gran chuanería.
A continuación, el Concordato de 1801 y el regreso de los clérigos refractarios traen la tranquilidad a la población hasta 1815.

## Los jefes chuanes
Los principales cabecillas de la rebelión fueron Georges Cadoudal y su hermano Julien, Jean Cottereau, llamado Jean Chuan, Pierre Guillemot, llamado el rey de Bignan, Joseph de Puisaye, Louis-Charles de Sol de Grisolles, Auguste y Sébastien de La Haye de Silz, Jean-Louis Treton, llamado Jambe d'Argent, Tristan-Lhermitte, Taillefer, Coquereau, Aimé du Boisguy, Boishardy, el conde Louis de Rosmorduc, Pierre-Mathurin Mercier la Vendée, Bonfils de Saint Loup.
En Bretaña, los chuanes están comandados por plebeyos (los hermanos Cadoudal) y nobles (el caballero de Boishardy, el conde Louis de Rosmorduc, los hermanos Picquet de Boisguy) . En la Baja Normandía, el conde Louis de Frotté desempeña un papel preponderante, y uno de sus lugartenientes en el Bas-Maine es Guillaume Le Métayer, llamado Rochambeau.
Pero la nobleza no juega un papel tan importante como en la revuelta de la Vendée al menos en lo relativo al mando militar. Además, no hay ejército, sino pequeños grupos casi imposibles de dominar. Los cabecillas chuanes son sobre todo campesinos.
A diferencia de lo que sucedía en la Guerra de la Vendée, la chuanería no contaba con un territorio, las ciudades y algunos pueblos habían quedado en manos de los republicanos, mientras que en algunos se daba paso a una revuelta abierta o larvada. A pesar de esto, hubo una «pequeña Vendée» en el Bas Maine en 1793, controlada por el príncipe de Talmont. La chuanería resultó difícil de reducir, al no masacrarse a sus efectivos en grandes batallas como en la Guerra de la Vendée, al ser sus jefes numerosos y sus efectivos débiles y dispersos.

## Causas

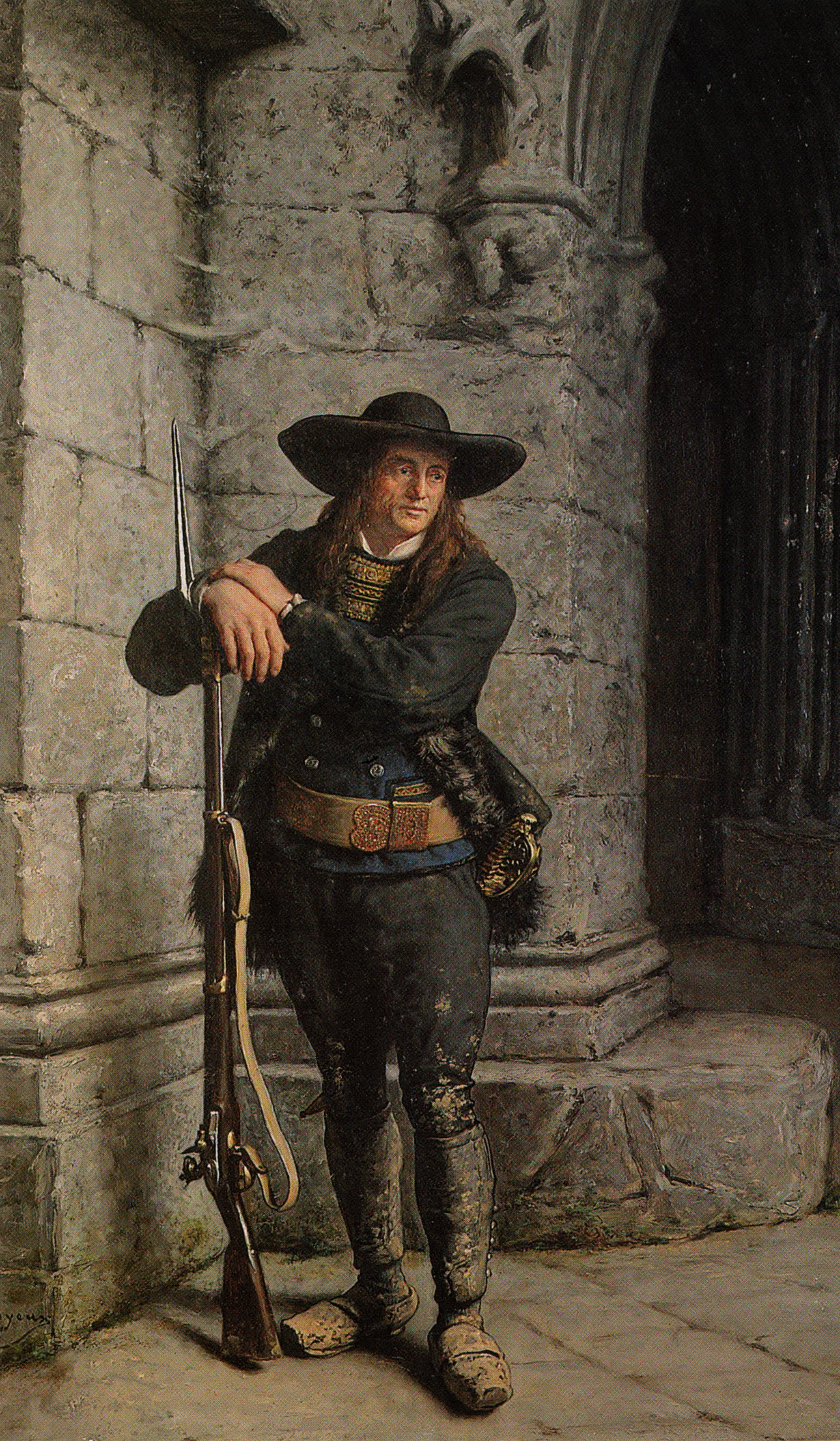
Chuan bretón.

En 1791, el Oeste, con la Vendée y Bretaña, constituye una zona de resistencia a la constitución civil del clero y al juramento, con un clero muy ampliamente refractario. Más que por motivos religiosos, el origen de esta resistencia está en la población, cuyas tradiciones de solidaridad se ven comprometidas por la Revolución.
La insurrección de la primavera de 1793, en el conjunto del Oeste (en Bretaña y la Vendée), se explica, por su parte, por el rechazo de la población al servicio militar obligatorio de sus jóvenes, tanto más cuanto que los progubernamentales influyentes están exentos o pueden pagar un sustituto. El rechazo es generalizado en el conjunto de la región.
Además de la negativa del pueblo a la obligación de que sus jóvenes debían integrarse obligatoriamente en el ejército gubernamental, los cambios y la puesta en duda de los principios propios de las comunidades campesinas son otros motivos para estos enfrentamientos entre población y Gobierno, cuyas causas también derivan de las difíciles relaciones entre los campesinos y las élites, noble y burguesa, donde la oposición era mayor o menor, pero permanente a finales del siglo XVIII entre ciudades y campo. Ya presente en los tiempos de la Liga Católica, la fractura entre las zonas favorables a los Blancos (realistas) y a los Azules (republicanos) seguirá vigente en el mapa electoral hasta finales del siglo XX. Hay que añadir que en Bretaña intervienen asimismo las transformaciones institucionales que eliminaban la autonomía de la  provincia. La consigna de los chuanes en Bretaña fue «Doue ha mem bro» («Dios y mi país») y no «Dieu et mon roi» («Dios y mi rey») como entre los rebeldes vandeanos.
Ante la simultaneidad de los alzamientos y la similitud de los comportamientos en el Oeste, los contemporáneos creyeron ver la evidencia de una conspiración, y veían la mano del marqués de la Rouërie con la Asociación bretona. Sin embargo, ese sincronismo se puede explicar por la decisión de la Convención de imponer un calendario de operaciones de obligar al servicio militar obligatorio.

### Asociación bretona
En 1791, el marqués de la Rouërie crea, con el apoyo del conde de Artois, una organización clandestina, la Asociación bretona, que reúne por diócesis a los seguidores de «la autoridad legítima del Rey y de la conservación de las propiedades». Su objetivo es ganar los cuarteles, destacamentos y Guardia Nacional en las principales ciudades de Bretaña.
Sin embargo, las reuniones de nobles en el castillo de La Rouërie y la falta de discreción de los agentes reclutadores alertan a las autoridades. El 31 de mayo de 1792, el directorio del departamento de Ille-et-Vilaine envía un destacamento de dragones a registrar el castillo y los alrededores, y el 6 de julio emite una orden de detención contra el marqués y sus cómplices. Se producen arrestos en Lorient, La Roche-Bernard y Rennes.
El 2 de septiembre de 1792, Valentin Chevetel llamado Latouche se rinde en París, a la vez que denuncia la conspiración a Danton. Al morir el marqués de la Rouërie en el castillo de la Guyomarais, el 30 de enero de 1793, Cheftel se hace con las listas de seguidores y cotizantes, lo que permite detener a muchos de los cómplices. En su informe del 4 de octubre de 1793 ante la Convención, Basire atribuye a esta conspiración el levantamiento del Oeste en marzo de 1793. De hecho, la Asociación bretona no se apoyaba en absoluto en los campesinos, sino que contaba con la adhesión de los regimientos de las ciudades y de la Guardia nacional. Por esta razón no puede ser considerada artífice de la Chuanería, a pesar de ser parcialmente precursora de ésta.

## Obras de ficción
- Honoré de Balzac, Les Chouans
- Victor Hugo, Noventa y tres
- Jules Barbey d'Aurevilly, L'Ensorcelée
- Michel Ragon, Les Mouchoirs rouges de Cholet.